# 松尾義夫

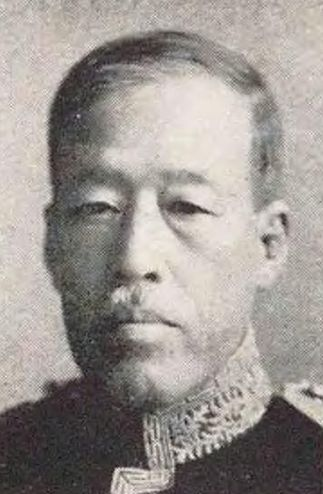
松尾義夫

松尾 義夫（まつお よしお、1876年（明治9年）11月22日 - 1946年（昭和21年）6月23日）は、明治から昭和期の薬剤師、政治家、華族。貴族院男爵議員。

## 経歴
大蔵官僚・松尾臣善の二男として生まれる。父の死去に伴い、1916年（大正5年）5月1日、男爵を襲爵した。
1897年（明治30年）第一高等学校医学部薬学科を卒業し、さらに東京帝国大学薬学選科を修了した。1900年（明治33年）伝染病研究所助手に就任。その後、同技手、同嘱託、大東塗料監査役などを務めた。その他、陸軍二等薬剤官に任じられた。
1929年（昭和4年）1月23日、貴族院男爵議員補欠選挙で当選し、公正会に所属して活動し1939年（昭和14年）7月9日まで2期在任した。

## 親族
- 妻：章（ふみ、本尾敬三郎長女）[1]
- 長男：善徳（男爵）[1]
  - 妻：倭文子（しずこ、九条良政二女）[1]